# Tour du puy d'Yssandon
Pour les articles homonymes, voir Yssandon (homonymie).
La tour du puy d'Yssandon est une tour de fortification ruinée française datant du Moyen Âge située à Yssandon, dans le département de la Corrèze, en région Nouvelle-Aquitaine.
Elle fait l'objet d'une protection au titre des monuments historiques.

## Localisation
La tour se situe au sommet du puy d'Yssandon, au Vieux Bourg d'Yssandon, en Yssandonnais, dans l'ouest du département de la Corrèze.

## Historique
Après avoir été occupé à l'époque gallo-romaine, le puy d'Yssandon est devenu un castrum comme le décrit un document du VIe siècle. Ce castrum est pris par les troupes de Pépin le Bref dans sa lutte contre le duc d'Aquitaine Waïfre. Au Moyen Âge, les sires d'Yssandon, vassaux du comte de Limoges, font édifier un château régnant sur la région. Démantelé lors de la guerre de Cent Ans, il n'en reste plus au XVe siècle que la tour actuelle.
Les vestiges de la tour sont classés au titre des monuments historiques le 18 juin 1963.

## Architecture
Construite sur le rocher, la tour en granite est de forme rectangulaire. Sa base est intacte mais son mur nord a été détruit en grande partie, ne laissant subsister au sommet qu'un vestige où se devine encore un corbeau.

## Galerie

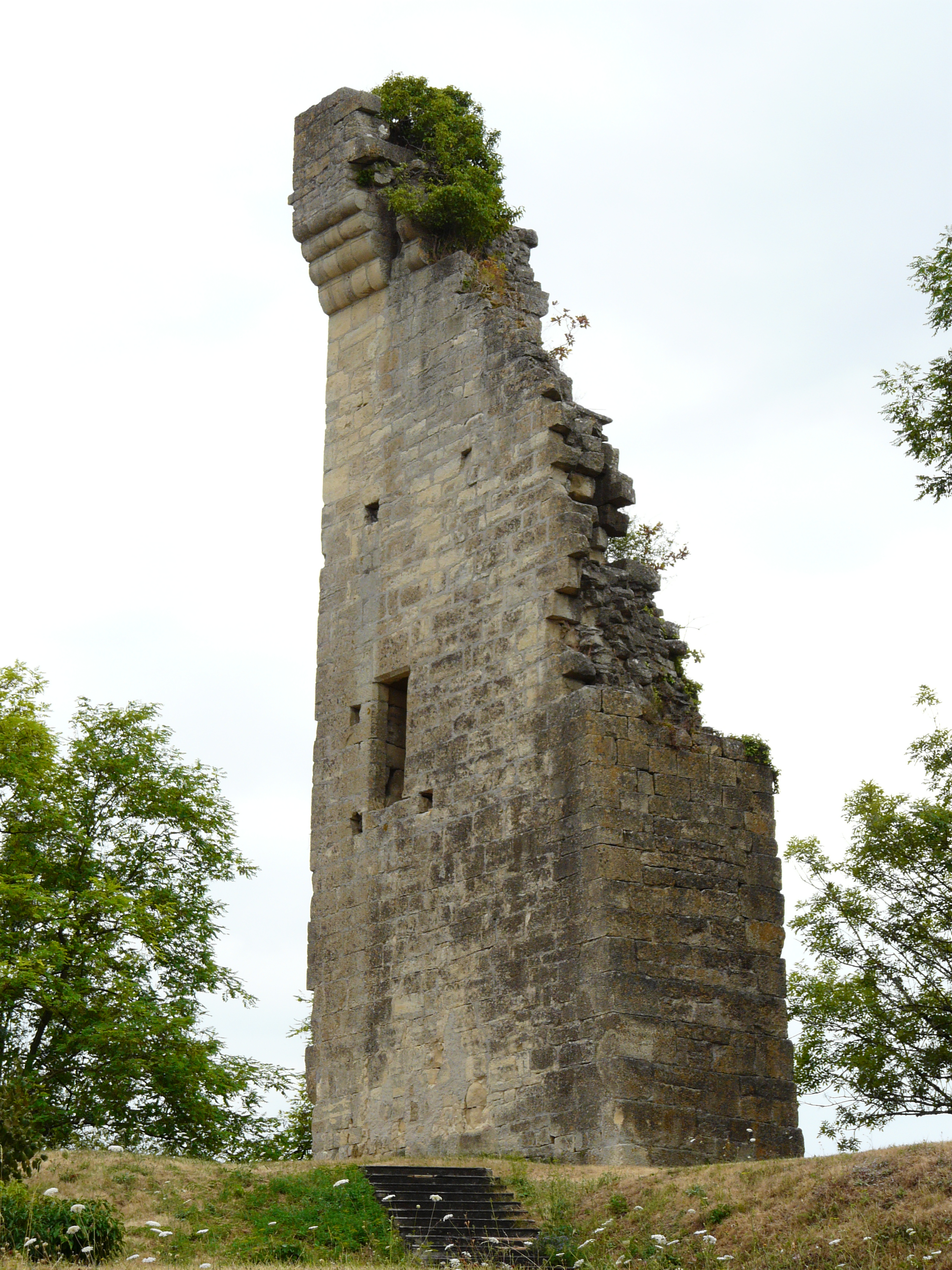
La tour vue du nord-est.
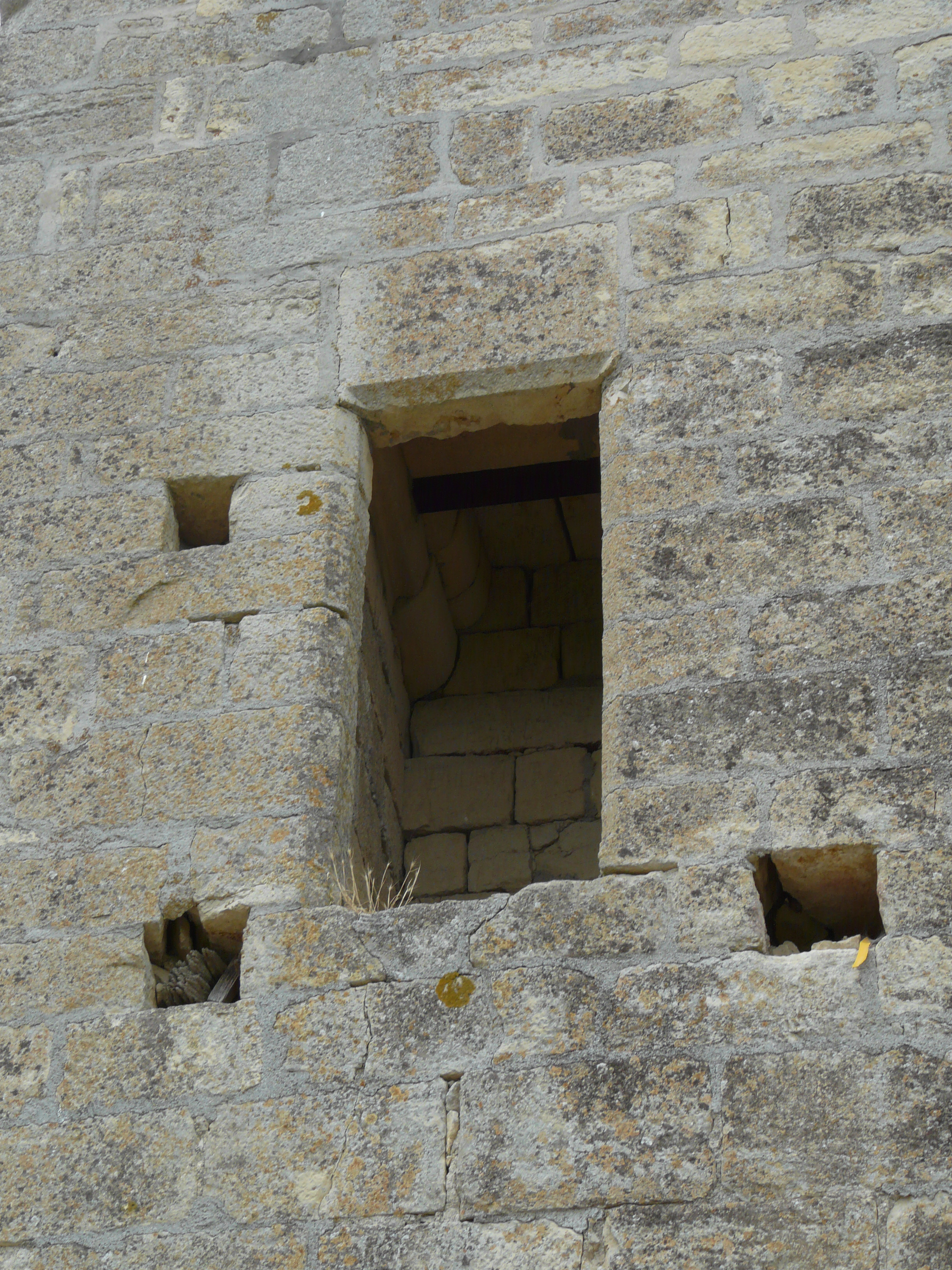
Ouvertures côté est.
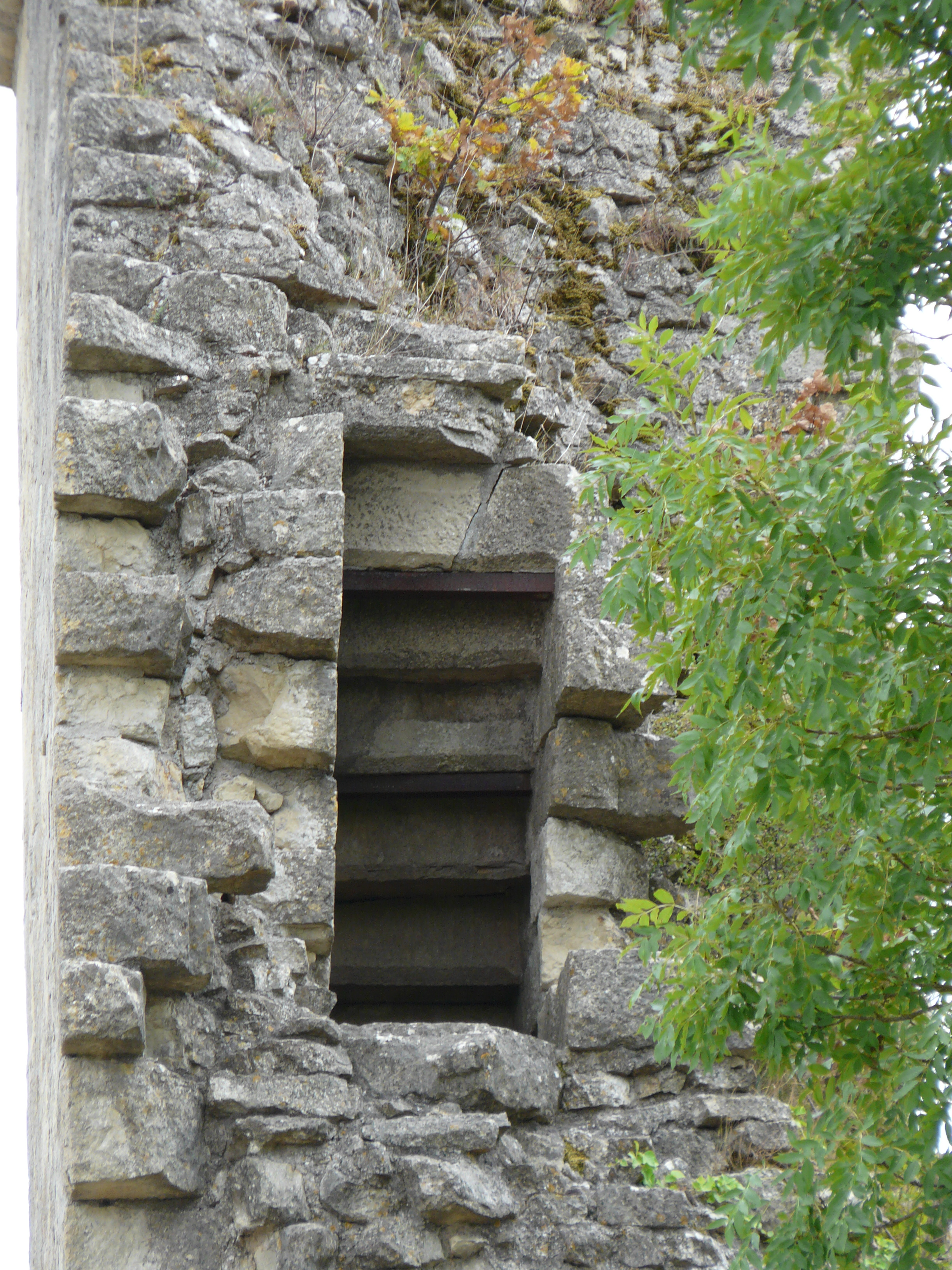
Côté nord, un escalier vu par en dessous.